# Сур Євген Георгійович
Євген Сур (*25 вересня 1958, Нововолинськ) — інженер-мостобудівник, бізнесмен, меценат, активіст громадських рухів на підтримку української мови. Засновник і співвласник найбільшої мостобудівної компанії Російської Федерації «МОСТ» (1991—2015). Почесний громадянин міста Конотоп. Постійно проживає в Австрії. 
Компанія Євгена Сура збудувала найбільший у світі вантовий міст — Міст на острів Русскій у Російській Федерації (2008—2012).

## Біографія
Народився у шахтарському селищі, яке згодом було приєднано до міста Нововолинськ. 1962 родина переїхала до міста Конотоп Сумської області — на батьківщину батька, де оселилася на родовому козацькому кутку «Загребелля». 
Батько Георгій Сур — викладач математичного аналізу та теорії імовірності в Конотопській філії Харківського політехнічного інституту та у будівельному технікумі ім. Новикова, нащадок одного з курінних отаманів Конотопа Івана Сура, який згадується в архівних документах 1723 року. 
Мати Ґертруда Сур — викладачка хімії та методист у Конотопському індустріально-педагогічному технікумі, німкеня, нащадок пруських менонітів, які емігрували до Киргизстану. Її батько — жертва большевицького терору. 
Євген Сур з 1965 по 1975 навчався у Конотопській школі № 7 з українською мовою викладання.
Вступив спочатку до Київського політехнічного інституту, згодом до Військово-Морського інституту радіоелектроніки ім. Попова у Петербурзі, але зрештою закінчив Московський інститут інженерів залізничного транспорту (1983), факультет «Мости та тунелі».
Після закінчення ЗВО працював на дільниці БАМу у м. Тинда Амурської області майстром, виконробом, начальником дільниці. 1991 за його ініціативи у місті Білогорську на Далекому Сході створена будівельна організація, яка з часом переросла у найбільшу мостобудівну компанію Російської Федерації «МОСТ». Під керівництвом Євгена Сура споруджено десятки складних мостобудівних конструкцій і транспортних тунелів, найбільших із яких міст на острів Русскій на Далекому Сході. 
Брав участь у житті української громади Сибіру, активно популяризував вивчення української мови. Відкрито підтримував церковний автокефальний рух в Україні, надаючи підтримку УПЦ Київського патріархату. З початком агресії РФ та війни на Сході України змушений був згорнути ділову активність у Росії, і переїхав на постійне місце проживання разом спочатку до США, а згодом до Австрії. 
До 2017 брав участь у політичному житті Конотопа. 

## Благодійність
Засновник благодійного фонду «Світанок», який співфінансує медійні проєкти. Стимулює розвиток локальної кінодокументалістики (документальні стрічки про дружину Симона Петлюри — Ольгу Петлюру; про гетьманича Григора Орлика, тощо). 
Серед значних капітальних проєктів, які здійснені за підтримки Євгена Сура в Конотопі: 
- будівництво нового приміщення Конотопської загальноосвітньої школи № 7 імені Гуляницького (2005),
- будівництво початкової школи в районі Загребелля,
- будівництво Собору Різдва Богородиці ПЦУ (2009) та ще кількох храмів Помісної Церкви у Конотопському районі, зокрема у Підлипному.

Також Євген Сур частково музеєфікував старовинний міський район «Загребелля», створивши своєрідний скансен традиційної архітектури та вуличного планування Конотопу ХІХ століття, а 14 жовтня 2019 відкрив перший міський Меморіал на честь героїв українсько-російської війни — уродженців Конотопа та військовослужбовців 58-ї бригади ЗСУ імені Гетьмана Івана Виговського.
Активно опікується Національним історико-культурним заповідником «Гетьманська Столиця» у Батурині, зокрема за його участю створено галерею воскових фігур гетьманів України та постійну експозицію в Палаці Гетьмана Розумовського, присвячену Гетьманичу й дипломату Григору Орлику. 
Підтримує низку патріотичних україномовних видань. Започаткував щорічний музичний фестиваль на території палацу Гетьмана Кирила Розумовського «Vivat, Батурин!», який популяризує сучасну україномовну музику. 
Має широкі гуманітарні інтереси, пов'язані з проблематикою деколонізації України та опору новим формам московського імперіалізму. Підтримує волонтерські організації, які спеціалізуються на підтримці добровольчого руху в районі ООС. 

## Сімейний стан
Одружений другим шлюбом, має шестеро дітей та двоє онуків. Дружина Ірина Зензіна — уродженка Читинської області РФ, вільно володіє українською мовою. 